# Down by the Sea (film 1914)
Down by the Sea è un cortometraggio muto del 1914 diretto da Thomas Ricketts. Prodotto dalla American Film Manufacturing Company, il film aveva come interpreti Edward Coxen, Winifred Greenwood, George Field, Patricia Lynch, John Steppling, Edith Borella.

## Trama
Figlia di un pescatore, Nell è promessa sposa di Jim, un giovane del posto. Tra i villeggianti, la ragazza fa amicizia coi bambini, soprattutto con la piccola Ruth e, quando questa si ammala, si prende amorevolmente cura di lei. Grato, Dean Ronalds, il fratello maggiore di Ruth, vuole sdebitarsi con Nell offrendole un corso scolastico. Lei dapprima rifiuta, poi finisce per accettare. Finito il corso, scopre che Dean è innamorato di lei, ma lei torna al villaggio, da Jim. Questi però si accorge che la ragazza in realtà ama anche lei Dean, ma che è tornata solo per il suo senso dell'onore. Jim va da Dean a spiegargli la situazione e gli dice che Dora non dovrà mai sapere quello che sta per fare. La lascia adducendo come scusa di essersi innamorato di un'altra, lasciandola libera di seguire il suo cuore.

## Produzione
Il film fu prodotto dall'American Film Manufacturing Company.

## Distribuzione
Distribuito dalla Mutual, il film - un cortometraggio in due bobine - uscì nelle sale cinematografiche degli Stati Uniti il 14 ottobre 1914.